# Britten-Norman Defender
Britten-Norman Defender er et multi-rolle transportfly, fremstillet af Britten-Norman i United Kingdom. Det er den militære version af Britten-Norman Islander, og udviklet til at udføre opgaver med generel transport eller sygetransport, oprørsbekæmpelse og som ildstøttefly, forward air control, at patruljere og overvåge, og at udføre rekognoscering. I Danmark benytter Flyverhjemmeværnet 2 stk. BN-2B Defender.

## Design og udvikling
For det generelle design og udviklingen af flyet i øvrigt, se venligst artiklen om Britten-Norman Islander.
Defender er baseret på den civile Islander, men har et lidt større flystel med fire hardpoints under vingerne, med henblik på at medføre f.eks. op til 1.100 kg (2.500 lb.) eksterne brændstoftanke, bomber eller missiler, 7,62 mm maskingeværkapsler, raketstyr, flares, sensorer eller andet. Flyet fløj første gang i Maj 1970.
BN-2B (med stempelmotor) og BN-2T (med turboprop motor) bliver benyttet af militære enheder, kystvagten eller politiet i adskillige lande.

### Defender 4000
BN-2T-4S Defender 4000 er en forbedret udgave af BN-2T Defender, primært beregnet på luftovervågning. I sammenligning med de tidligere Defenders, har den et forlænget skrog, den lidt større vinge fra Trislander, en ny næse der kan bære et FLIR system eller en radar, og en forøget maksimal nyttelast. Prototypen af Defender 4000 fløj første gang i 1994.

## Operationel historie
Mauretaniens Luftvåben anvendte seks BN-2A-21 Defenders under krigen i Vestsahara (1975-1991) imod POLISARIO styrker. To af flyene gik tabt under kamphandlingerne.
En Alouette III helikopter tilhørende Det Rhodesiske Luftvåben, konfigureret som ildstøttefly med en 20 mm kanon, nedskød en Islander eller Defender tilhørende Botswanas Luftvåben den 9. August 1979.
FBI benyttede en Defender til elektronisk luftovervågning under belejringen i Waco i 1993.
I 1996 benyttede Cambodjas Kongelige Luftvåben sine tre BN-2 Defender under tørtids-offensiven imod Khmer Rouge oprørere. Defenderene var bevæbnet med maskingeværer og raketter, og nedkastede endda løse mortérgranater. En Defender gik tabt under kamphandlingerne.
Den Britiske hær indkøbte fire stk. Defender 4000 i 2003 - i Britisk tjeneste blev disse omdøbt til Defender AL1. Flyene blev udrustet med udkastere til flares og chaff under vingerne, og fik et elektrisk/optisk tårn monteret i næsen. Siden da er et enkelt fly blevet konverteret til AL2-specificationen, og der er bestilt yderligere tre Defender AL2 og et enkelt Defender T3 træningsfly. Flyene bliver benyttet i rollen som kommando- og kommunikationsfly, og bliver kun i begrænset omfang benyttet til transport af personel.
Det Det Irske Luftkorps indkøbte en enkelt Defender 4000 i 1997. Flyet bliver benyttet af Politiet, og bliver fløjet af Garda Air Support Unit.
I 2014 udsendte Filippinernes Flåde en af sine Defender fly for at assistere Malaysias regering og den internationale Search-and-rescue operation i eftersøgningen af det forsvundne Malaysia Airlines Flight 370.

### Danmark
Under bandekrigen i København i August 2017, fik Politiet assistance af den ene Defender tilhørende Flyverhjemmeværnet. Flyet fløj rekognosceringsmissioner over byen.
Et af flyene udfører p.t (August 2019) missioner for Frontex over Middelhavet, i forbindelse med Flygtningekrisen i Europa. Flyet deltager i den internationale mission Joint Operation Indalo, og skal primært overvåge farvandet mellem Spanien og Marokko. Fly og besætning skal holde udkik efter bl.a. illegal migration og grænseoverskridende kriminalitet som menneske-, narko- og våbensmugling. Derudover skal fly og besætning være til rådighed for SAR-missioner.
På grund af samarbejdet med andre enheder, er en stor del af Defender-flyenes opgaver underlagt fortrolighed. Dette vækker en vis ærgrelse ved Flyverhjemmeværnet, dels fordi det forhindrer nedskrivning af flyenes og Værnets historie, dels fordi det berøver Værnet 'gode historier' i forbindelse med udstillinger og hvervning.

## Varianter
Defender
Multi-rolle fly til transport og generel anvendelse.
Maritime Defender
Bevæbnet maritimt patrulje- og rekognosceringsfly.
Defender 4000
Forbedret Defender, hovedsageligt beregnet til overvågning af byområder, bekæmpelse af terrorisme og maritim overvågning.
AEW Defender
Airborne Early Warning fly; en mindre udgave af de kendte AWACS.

## Operatører
Danmark
Flyverhjemmeværnet - 2 stk. leasede BN-2B, udstyret med FLIR og særligt kameraudstyr, i tjeneste fra 2015 - nu.
 Filippinerne
- Den Filippinske Flåde - 6 stk. BN-2, fremstillet lokalt på licens.[15]

 Irland
- Garda Air Support Unit – 1 stk. Defender 4000.[16]

 Mauritius
- Mauritius Police Helicopter Squadron - 1 stk. BN-2T[17]

 Marokko
- Marokkos Luftvåben (Royal Moroccan Air Force (RMAF), arabisk: القوات الجوية الملكية; Berber: Adwas ujenna ageldan; Fransk: Forces royales air) - 14 stk. BN-2B. Selv om flyene bliver fløjet af Luftvåbnet, er de i tjeneste ved Flåden og underlagt dennes kontrol.[18]

 Pakistan
- Maritime Security Agency - Antal og version ukendt.[kilde mangler]

 Storbritannien
- British Army - Army Air Corps - type og antal ukendt.[19]
- Greater Manchester Police - En enkelt Defender 4000. Flyet blev taget i tjeneste i 2002 og udtrådte af tjeneste i December 2013 efter at have fløjet hemmeligtholdte overvågningsmissioner i over 10.000 timer.[20]
- Police Service of Northern Ireland - en enkelt BN2T Islander eller Defender. Flyet blev beskadiget ved et havari under en natlanding i Juli 2011, og måtte repareres for en tredjedel af nyværdien.[21]
- Her Majesty's Coastguard - en enkelt BN-2T i tjeneste i årene 1982-85.[22]

 USA
- Federal Bureau of Investigation - mindst en Defender.[kilde mangler]

## Specificationer (Defender 4000)
| Besætning:         | 2                        | Pilot og Copilot                                       |
| Kapacitet:         | Max. 16 tropper          | konfigureret som transportfly                          |
| Længde:            | 12,2 m                   | 40 ft.                                                 |
| Højde:             | 4,36 m                   | 14 ft. 4 in.                                           |
| Spændvidde:        | 16,15 m                  | 53 ft.                                                 |
| Vingeareal:        | 16,15 m²                 | 173,8 ft²                                              |
| Aspect ratio:      | 8.0:1                    |                                                        |
| Vingeprofil:       | NACA 23012               |                                                        |
| Tomvægt:           | 2.223 kg.                | 4.900 lb.                                              |
| Max. takeoff vægt: | 3.856 kg.                | 8.500 lb.                                              |
| Brændstof:         | 1.131 l.                 | 299 US gal./ 249 imp. gal.                             |
| Motorer:           | 2 x Rolls-Royce 250 B17F | turboprop                                              |
| Max. fart:         | 176 knob.                | 326 km/t / 202,6 mph @ 3.050 m / 10.000 ft             |
| Marchfart:         | 149 knob.                | 276 km/t / 171,5 mph @ 72% power og 1.525 m / 5.000 ft |
| Stall fart:        | 47 knob.                 | 87 km/t / 54,1 mph med flaps nede                      |
| Rækkevidde:        | 1006 nmi                 | 1863 km / 1158 mi. med VFR reserve                     |
| Max. flyvetid:     | 8 timer 30 min.          |                                                        |
| Max.flyvehøjde:    | 7.620 m.                 | 25.000 ft. (absolut max.)                              |
| Stigehastighed:    | 6,35 m/sek.              | 1.250 ft/min.                                          |
| Take-off distance: | 565 m                    | 1.854 ft. til 15 m (50 ft.) flyvehøjde                 |
| Landedistance:     | 589 m                    | 1.932 ft. fra 15 m (50 ft.) flyvehøjde                 |

## Eksterne links
- Wikimedia Commons har flere filer relateret til Britten-Norman Defender
- Defender BN2T-4S operated by Irish Air Corps for Gardai (Irish police force)